# Аменемоп (фараон)
Аменемоп или Аменемопет (Usermaatra Setepenamon Amenemopet), е фараон от Двадесет и първа династия на Древен Египет.

## Произход и управление
Аменемопет, букв. Амон е на фестивала в Опет (Луксор), най-вероятно е син на фараон Псусенес I, когото наследява след хипотетичен период на съуправление.
Управлява от Танис, в Долен Египет, ок. 1001 – 992 г. пр.н.е., посочват се също 993 – 984 г. пр.н.е. и 984 – 974 г. пр.н.е. Сведенията за неговото 9-годишно управление са доста оскъдни. Паралелно с неговото протичат управленията на двама от върховните жреци на Амон в Тива – Смендес II и брат му Пинеджем II, които макар и относително самостоятелни владетели, признават авторитета и върховенството на Аменемопет, за което свидетелстват надписи с неговото име в Горен Египет. Освен титлата на фараон, Аменемопет подобно на предшественика си приема и званието на върховен жрец на Амон в Танис, като еквивалент на тези в Тива.
Не са известни никакви синове и потомци на Аменемопет. Той е наследен от Осоркон Стари, либиец по произход, който изглежда няма пряка родствена връзка с предшественика си.

## Гробница на Аменемопет
Гробницата на Аменемопет (NRT IV), разкрита през 1940 г. в некропола на Танис има сравнително малки размери и се оказва напълно празна, с изключение на саркофага с картуш на фараона. Мумията на Аменемопет е намерена в гробницата на неговия баща Псусенес I (NRT III), където е била преместена вероятно по времето на Сиамун, на мястото което първоначално е било предназначено за съпругата на фараона. Поради влажния климат в Делтата на Нил, мумията е изгнила и се е превърнала в скелет, напълно унищожен е и дървения саркофаг, в които е била положена.
Макар и значително по-скромно от това на Псусенес I, погребението на Аменемопет включва две маски изработени от златно фолио, тънък лист злато, за разлика от масивната златна маска на неговия предшественик. Открити са и други съдове и предмети от злато и сребро. Изследванията на мумията му разкриват, че е умрял от менингит на около 50-годишна възраст.